# Luke Schenscher
Luke Dean Schenscher (Hope Forest, Australia Meridional, 31 de diciembre de 1982) es un exjugador de baloncesto australiano. Con 2,16 metros de estatura jugaba en el puesto de pívot.

## Estadísticas de su carrera en la NBA

### Temporada regular
| Año     | Equipo   | PJ | PT | MPP  | %TC  | %3P  | %TL  | RPP | APP | ROB | TPP | PPP |
| ------- | -------- | -- | -- | ---- | ---- | ---- | ---- | --- | --- | --- | --- | --- |
| 2005-06 | Chicago  | 20 | 0  | 7.4  | .615 | .000 | .308 | 1.5 | .4  | .1  | .2  | 1.8 |
| 2006-07 | Portland | 11 | 0  | 10.7 | .304 | .000 | .714 | 2.3 | .1  | .2  | .4  | 1.7 |
| Total   | Total    | 31 | 0  | 8.6  | .469 | .000 | .450 | 1.7 | .3  | .1  | .2  | 1.8 |

## Estadísticas de su carrera en la NBL
| Año     | Equipo                | PJ | PT | MPP  | %TC  | %3P   | %TL  | RPP  | APP | ROB | TPP | PPP  |
| ------- | --------------------- | -- | -- | ---- | ---- | ----- | ---- | ---- | --- | --- | --- | ---- |
| 2008–09 | Adelaide 36ers        | 31 | 31 | 32.5 | .549 | .000  | .746 | 10.8 | 1.5 | .3  | 1.3 | 16.9 |
| 2009–10 | Perth Wildcats        | 33 | 33 | 23.0 | .520 | .143  | .621 | 6.2  | 1.0 | .3  | 1.1 | 10.0 |
| 2010–11 | Townsville Crocodiles | 31 | 31 | 24.7 | .529 | .000  | .734 | 6.8  | 1.4 | .3  | 1.1 | 13.7 |
| 2011–12 | Townsville Crocodiles | 24 | NA | 23.8 | .477 | .000  | .703 | 5.3  | 2.2 | .4  | .7  | 10.4 |
| 2012–13 | Adelaide 36ers        | 21 | NA | 22.8 | .453 | .000  | .613 | 6.1  | 1.9 | .8  | .9  | 9.0  |
| 2013–14 | Adelaide 36ers        | 34 | NA | 15.8 | .526 | .500  | .595 | 5.4  | .8  | .2  | .6  | 6.8  |
| 2014–15 | Adelaide 36ers        | 30 | NA | 17.6 | .486 | 1.000 | .408 | 5.1  | 1.1 | .3  | .8  | 6.9  |
| 2015–16 | Townsville Crocodiles | 13 | 0  | 13.4 | .439 | .000  | .616 | 3.1  | .3  | .2  | .5  | 4.1  |